# Maupihaa
Maupihaa (chiamata anche Mopelia; in tahitiano: Maupiha’a) è un atollo facente parte dell'arcipelago delle Isole della Società, precisamente nel gruppo delle Isole Sottovento, nell'Oceano Pacifico. Amministrativamente è ricompresa nel comune di Maupiti, a propria volta appartenente al dipartimento d'Oltremare delle Isole Sottovento, nella Collettività d'Oltremare della Polinesia Francese.
Maupihaa presenta la classica conformazione degli atolli, essendo costituita da un anello di barriera corallina, da cui affiorano, ad est e in minima parte a ovest, sottili motu (lingue di terra) di pochi metri di larghezza, ricoperti da una lussureggiante vegetazione di palme da cocco.
Come la vicina Manuae, Maupihaa fu visitata per la prima volta da un europeo nel 1767, quando vi attraccò l'esploratore inglese Samuel Wallis.
La presenza umana sull'isola è comunque molto antica, essendovi presenti marae polinesiani.
Attualmente la popolazione è molto ridotta, circa 15 persone, tutte dedite alla raccolta delle perle, data l'abbondanza di ostriche nella laguna, e di copra. Inesistente è invece il turismo, a causa della totale mancanza di strutture turistiche a Maupihaa. Problematica per i locali è la mancanza anche di strutture medico-sanitarie: in caso di urgenza, l'unico rimedio è il trasporto mediante idrovolante all'ospedale di Tahiti, dopo circa 2 ore di trasvolata.